# Bothriechis marchi
Bothriechis marchi  (лат.) — вид ядовитых ямкоголовых змей, обитающий в Центральной Америке.
Взрослые животные часто достигают длины до 80 см. Самый длинный зарегистрированный образец был длиной 96,8 см. Туловище стройное с хватательным хвостом. Окраска тела зелёного цвета.
Вид распространён на Атлантическом склоне северо-западного Гондураса и восточной Гватемалы. Обитает в сезонном лесу на высоте 500—1500 метров над уровнем моря.